# مذبحة جروف كوريتشاني
مذبحة جروف كوريتشاني كانت قتل جماعي لأكثر من 200 من البوشناق والكرواتيين في 21 أغسطس 1992 خلال حرب البوسنة والهرسك في جروف كوريتشاني على جبل فلاشيتش في وسط البوسنة والهرسك.
تم فصل الضحايا وهم معتقلون سابقون من معسكر اعتقال يديره صرب البوسنة والهرسك في ترنوبولي عن مجموعة أكبر من المدنيين تم نقلهم إلى الأراضي التي تسيطر عليها جمهورية البوسنة والهرسك في وسط البوسنة والهرسك. تم تنفيذ المجزرة من قبل أعضاء فريق الاستجابة الخاصة لمركز الأمن العام في برييدور وحدة شرطة مساعدة من صرب البوسنة والهرسك.
تم التحقيق في المجزرة وتم الإبلاغ عن أسماء الضحايا في سلسلة مقالات نشرتها صحيفة صرب البوسنة والهرسك نيزافيسن نوفين. في عام 1999 تعرض محرر الصحيفة زيليكو كوبانيا الذي عمل على القصة للتشويه في محاولة تفجير لاغتياله.
في محاكمات أمام المحكمة الجنائية الدولية ليوغوسلافيا السابقة ومحكمة البوسنة والهرسك تمت إدانة أعضاء المجموعة الذين نفذوا عمليات القتل بمن فيهم زعيمهم داركو ميركا وحُكم عليهم بالسجن لمدد مختلفة. في المحاكمة الرئيسية النهائية في محكمة البوسنة والهرسك في 21 ديسمبر 2010 أُدين زوران بابيتش وميلوراد سكربيتش ودوسان يانكوفيتش وجيليكو ستوينيتش وجميعهم موظفون في مركز الأمن العام في برييدور خلال الحرب وحُكم عليهم فيما بينهم السجن 86 عام لارتكاب جرائم حرب ضد أكثر من 200 من المدنيين البوشناق والكروات في مذبحة جروف كوريتشاني. قُتل المنظم الرئيسي المشتبه به للمجزرة سيمو درليا رئيس شرطة برييدور بالرصاص أثناء محاولة اعتقاله.
كان الضحايا من بين أكثر من 3500 من غير الصرب قتلوا خلال حملة التطهير العرقي في منطقة برييدور عام 1992. زُعم أن الوحدة التي تقف وراء مذبحة جروف كوريتشاني قد ارتكبت العديد من الجرائم الأخرى في المنطقة بما في ذلك بعض الجرائم ضد الصرب المحليين. بعد تحقيق منهجي في الموقع في عام 2009 لم يتم العثور على معظم رفات الضحايا بعد.

## المذبحة
في 21 أغسطس 1992 تم نقل مجموعة كبيرة قوامها حوالي 1200 مدني محتجز تم إطلاق سراحهم من معسكر ترنوبولي الذي يديره صرب البوسنة والهرسك إلى الأراضي التي تسيطر عليها جمهورية البوسنة والهرسك في وسط البوسنة والهرسك. بعد وصول القافلة إلى جبل فلاشيتش تم اختيار حوالي 200-250 رجل وفصلهم عن المجموعة الرئيسية من قبل مجموعة من رجال الشرطة شبه العسكرية من برييدور ما يسمى ب «فرقة التدخل» والمعروفة أيضا باسم «الفئران» و«القبعات الحمراء» واكتظاظهم في حافلتين. وفقا للناجي ميدو سيفاك (18 عام في ذلك الوقت) عندما غادر بقية القافلة إلى ترافنيك «أخذوا كل شيء ثمين منا: المجوهرات والمال والساعات». سيتم استبدالهم بالسجناء المحتجزين من قبل القوات الحكومية البوسنية ولكن بدل من ذلك تم نقلهم في رحلة مدتها 15 دقيقة إلى حافة واد في جروف كوريتشاني.
عندما وصلت الحافلات إلى الجروف نُقل السجناء في الحافلة الأولى وقتلوا واحدا تلو الآخر بإطلاق النار عليهم وهم راكعون على حافة الوادي. بعد أن تم إنزال نصف الرجال من الحافلة نُقل الباقون ليتم إعدامهم في مجموعات من ثلاثة. وقبل مغادرته أطلق رجال الشرطة النار على الجثث وألقوا قنابل يدوية عليهم. أفاد سيفاك الذي كان في الحافلة الثانية كيف تم تفريغ جميع ركاب تلك الحافلة معا ثم أمروا بالاصطفاف على طول المنحدرات والركوع هناك:
اقتباس|ثم بدأ إطلاق النار الرهيب. كنت أسقط في الهاوية. لم أفقد وعيي لكنني فجأة شعرت أن السقوط قد انتهى بسبب الشجيرات الملتصقة بالجرف. لجأت إلى هناك وذهبت إلى أقصى حد ممكن في الأدغال أثناء الليل. في الصباح نزلت بطريقة ما لأجد ملجأ في الغابة المجاورة. سمعت عندما جاء بعض الناس لإحراق الجثث.
نجا 12 من الضحايا من اطلاق النار والسقوط في الوادي. تم العثور على سبعة منهم من قبل أفراد من جيش جمهورية صرب البوسنة الذين قدموا تقرير عن «الجريمة الفظيعة ضد المدنيين» لكن لم يتم الإفراج عن السجناء على الفور وتعرض بعضهم لمزيد من الإيذاء أثناء العلاج من جروحهم في مستشفى أمراض العيون في بابريكوفاك. وسُلما في النهاية إلى اللجنة الدولية في 1 أكتوبر.

## التحقيق الأولي مع صرب البوسنة والهرسك
قال جفتو يانكوفيتش قاضي التحقيق السابق لدى المحكمة الابتدائية في بانيا لوكا الذي ظهر كشاهد إثبات في محاكمة أعضاء الوحدة في عام 2009 كيف أنه في 23 أغسطس 1992 بعد تلقي مكالمة من مركز السلامة العامة في بانيا لوكا ذهب إلى جروف كوريتشاني لإجراء فحص لمسرح الجريمة: «وصلنا هناك حوالي الساعة 3 مساء رأينا أن المنطقة كانت صخرية وكان الوادي بعمق 100 إلى 300 متر. رأيت كومة من الجثث في أسفل الوادي. كانت الجثث ملقاة هناك واحدة فوق الأخرى. كان مشهد مخيف. لقد كان شيئا لم أره في حياتي من قبل. نظرا لأنه كان من المستحيل الاقتراب منهم طلبت من فني الجريمة لدينا تسجيله باستخدام فيديو كاميرا الفيديو. هذا كل ما فعلناه خلال فترة التفتيش على مسرح الجريمة».
ثم نُقل يانكوفيتش إلى مقر أركان اللواء 22 في جيش جمهورية صرب البوسنة في كنييفو حيث تحدث إلى اثنين من الناجين ميدو سيفاك ومدحت مويكانوفيتش اللذين أخبراه كيف تمكنوا من النجاة بالقفز للأسفل عندما بدأ إطلاق النار. قادهم بنفسه إلى بانيا لوكا وبعد ذلك تم نقلهم إلى جمعية ميرهاميت الإنسانية الإسلامية. وقال يانكوفيتش إنه بسبب العدد الكبير من الضحايا أحال القضية إلى مركز السلامة العامة في بانيا لوكا لمزيد من التحقيق وادعى أنه لا يعرف أي تفاصيل أخرى بشأن الجناة أو الضحايا.

## الاعتقالات والمحاكمات
اعتقل قائد المجموعة التي نفذت عمليات القتل داركو مرجا من قبل قوة تحقيق الاستقرار في عام 2002 وحوكمته المحكمة الجنائية الدولية ليوغوسلافيا السابقة. في عام 2004 أدين بتهمتين بارتكاب جرائم ضد الإنسانية (الإبادة والأفعال اللاإنسانية) وتهمة واحدة بانتهاك قوانين أو أعراف الحرب (القتل العمد) وحُكم عليه بالسجن 17 عام. يُعتقد أن مرجا قد أمر بارتكاب الجريمة من قبل سيمو درليا رئيس شرطة برييدور الذي أطلق عليه جنود قوة تحقيق الاستقرار النار وقتلوه أثناء مقاومة محاولة اعتقاله في عام 1997.
في مايو 2009 تم تقديم ثمانية أعضاء سابقين في مركز السلامة العامة في برييدور وفرقة شرطة الطوارئ المتهمين بجرائم ارتكبت في جروف كوريتشاني للمحاكمة أمام محكمة البوسنة والهرسك. دامير إيفانكوفيتش وزوران بابيتش وجوردان كوريتش وميلوراد راداكوفيتش وميلوراد سكربيتش وليوبيشا تشيتيتش ودوسان يانكوفيتش وشيليكو ستوينيتش تم اتهامهم جرائم ضد الإنسانية حيث اتهمهم الادعاء بالمشاركة في تنظيم ومرافقة قافلة المدنيين الكروات والبوشناق الذين كان من المفترض تبادلهم في 21 أغسطس 1992 والتي فُصل عنها حوالي 200 رجل قبل إطلاق النار عليهم بأسلحة آلية في جروف كوريتشاني.
بعد استخراج الجثث من الوادي في أغسطس 2009 تم اعتقال عضوين سابقين آخرين في فرقة التدخل ووحدة الدفاع الإقليمي برانكو توبولا (ضابط شرطة حالي) وبيتر شيفتشيتش للاشتباه في مشاركتهما في المجزرة.
في 21 ديسمبر 2010 حكمت محكمة البوسنة والهرسك في الحكم الابتدائي الصادر عن محكمة البوسنة والهرسك على زوران بابيتش وميلوراد سكربيتش ودوسان يانكوفيتش وجيليكو ستوينيتش بتهمة المشاركة في مشروع إجرامي مشترك في بلدية برييدور تم إجراؤه بهدف اضطهاد وسرقة وقتل المدنيين غير الصرب خلال عام 1992. حُكم على بابيتش وأكربيتش بالسجن لمدة 22 عام وعلى ستوينيك بالسجن لمدة 15 عام بتهمة قتل أكثر من 150 من المدنيين الذكور التي ارتكبت في جروف كوريتشاني في 21 أغسطس 1992. وكان جميعهم أعضاء سابقين في فرقة التدخل في مركز السلامة العامة في برييدور. أُدين القائد السابق لمركز السلامة العامة دوشان يانكوفيتش بإصدار أوامر القتل وحكم عليه بالسجن لمدة 27 عام. تمت تبرئة ميلوراد راداكوفيتش من جميع التهم لأنه تبين أنه شارك في القافلة كعامل طبي ولم يكن جزء من خطة فصل الضحايا وقتلهم ولأنه بقي على متن الحافلة لا يمكن أن يشارك في عمليات الإعدام. تأثرت الأحكام بـ «الحالة الصحية الخطيرة» لبابيتش وهي شهادة تفيد بأن سكربيش «قام بحماية بعض المدنيين في الحافلة التي كان يرافقها» وعمر ستوينيك (حيث كان عمره أقل من 21 عام لا يمكن أن يُحكم عليه بالسجن لمدة طويلة. كان ثلاثة متهمين آخرين قد اعترفوا سابقا بالذنب. دامير إيفانكوفيتش الذي وافق على الشهادة ضد المتهمين الآخرين وحكم عليه بالسجن لمدة 14 عام. مدنيين واحتموا خلف جرف لكنهم أطاعوا الأوامر بالوقوف كحارس لتأمين المكان الذي تم فيه تنفيذ الإعدام وحُكم عليه بالسجن ثماني سنوات. اعترف ليوبيشا تشيتيتش أيضا بذنبه وحكم عليه بالسجن 13 عام. دوسان يانكوفيتش الذي أطلق سراحه من السجن في ظل ظروف تقييدية في نوفمبر 2009 لم يحضر الجلسة. وعندما فشل في المثول قال محاميه رانكو داكيتش للمحكمة إنه تم إبلاغه بأن «السيارة تحطمت تحت». أمرت محكمة الولاية باعتقال يانكوفيتش باعتباره هاربا من العدالة.

## موقع الرفات
على الرغم من أن الخبراء عثروا على بعض الرفات في عام 2003 بفضل شهادة الناجين واعتراف دامير إيفانكوفيتش حتى عام 2009 ظل مكان وجود معظم الضحايا غير معروف. ويعتقد أن الجثث دفنت في مقابر جماعية في مواقع مختلفة من البوسنة والهرسك.
بعد عدم إجراء السلطات أي تحقيق جاد لتحديد مكان المفقودين أو الجثث في سبتمبر 2008 قدم مركز المناصرة ستة طلبات فردية أمام المحكمة الأوروبية لحقوق الإنسان فيما يتعلق باختفاء ثمانية رجال من البوسنيين أثناء مذبحة جبل فلاسيتش لأقاربهم.
في يوليو / أغسطس 2009 حقق المعهد البوسني للمفقودين في موقع مقبرة جماعية في جروف كوريتشاني. وبحلول نهاية أغسطس 2009 تم استخراج رفات 60 شخص على الأقل من الوادي العميق. تم حرق بعض الجثث ويعتقد أنه تم نقل البعض الآخر لإخفاء آثار الجريمة.
في ديسمبر 2010 قال المعهد البوسني للمفقودين إنه سيتم إجراء بحث إضافي حيث يعتقد أنه قد توجد مقبرة جماعية أخرى في جروف كوريتشاني.

## في الثقافة الشعبية
تم تصوير سرد للمذبحة في منطقة غورازده الآمنة.